# Občina Ormož
Občina Ormož je ena od občin na Štajerskem v Republiki Sloveniji.

## Naselja v občini
Bresnica, Cerovec Stanka Vraza, Cvetkovci, Dobrava, Dobrovščak, Drakšl, Frankovci, Gomila pri Kogu, Hajndl, Hardek, Hermanci, Hujbar, Hum pri Ormožu, Ivanjkovci, Jastrebci, Kajžar, Kog, Krčevina, Lačaves, Lahonci, Lešnica, Lešniški Vrh, Libanja, Litmerk, Loperšice, Lunovec, Mali Brebrovnik, Mihalovci, Mihovci pri Veliki Nedelji, Miklavž pri Ormožu, Ormož, Osluševci, Pavlovci, Pavlovski Vrh, Podgorci, Preclava, Pušenci, Ritmerk, Runeč, Senešci, Sodinci, Spodnji Ključarovci, Stanovno, Strezetina, Strjanci, Strmec pri Ormožu, Svetinje, Šardinje, Trgovišče, Trstenik, Veličane, Velika Nedelja, Veliki Brebrovnik, Vičanci, Vinski Vrh, Vitan, Vodranci, Vuzmetinci, Zasavci, Žerovinci, Žvab